# Số yếu vị

Phân biệt các giá trị yếu vị, trung vị, và bình quân trong một phân bố xác suất.

Trong ngành Thống kê mô tả, yếu vị (tiếng Anh: mode) của một danh sách dữ liệu hoặc một mẫu là giá trị của phần tử có số lần xuất hiện lớn nhất trong danh sách. Ví dụ, yếu vị của {1, 3, 6, 6, 6, 7, 7, 12, 12, 17} là 6. Khác với số bình quân số học giản đơn, yếu vị không nhất thiết phải là duy nhất. Một danh sách dữ liệu hoặc mẫu có thể có một yếu vị (unimodal), hai yếu vị (bimodal), ba yếu vị (trimodal)... hoặc thậm chí không có yếu vị nào.
Yếu vị đặc biệt hữu dụng khi các giá trị của các quan sát không có thứ tự dễ thấy (thường khi dữ liệu không phải là số) do các số bình quân và số trung vị có thể không được xác định. Ví dụ, yếu vị của {táo, táo, chuối, cam, cam, cam, đào} là cam.
Trong một phân phối chuẩn (đồ thị hình chuông), yếu vị nằm tại đỉnh. Do đó, yếu vị là giá trị đại diện nhất cho phân bố. Ví dụ, nếu ta đo chiều cao và cân nặng của mọi người, các giá trị này sẽ tạo thành một phân bố hình cái chuông úp, đỉnh của đường cong hình chuông này sẽ là chiều cao và cân nặng phổ biến nhất của mọi người. Số bình quân thường bị ảnh hưởng bởi các điểm ngoài hoặc độ xiên và có thể nằm xa đỉnh của phân bố. Như vậy, số bình quân không phải là một đại diện tốt bằng giá trị cho đa số người.